# オスカル・バックルンド

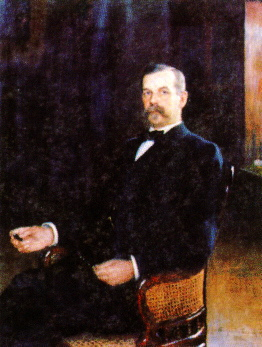
オスカル・バックルンド。1900年

オスカル・バックルンド（Johan Oskar Backlund ,1846年4月28日- 1916年8月29日）は、スウェーデン生まれでロシア帝国で活動した天文学者である。惑星の重力の影響を考慮したエンケ彗星の軌道を計算したことで知られる。名前は、スウェーデンではJons Oskar Backlundと書かれることもある。ロシアでは Oskar Andreevich Baklund (Оскар Андреевич Баклунд)として知られる。

## 生涯
ヴェストラ・イェータランド県Langhemに生まれ、ウプサラ大学で学んだ後、1876年ロシアに帰化した。タルトゥのドルパート天文台で働き、1879年にプルコヴォ天文台に移り、1895年から亡くなるまでプルコヴォ天文台の所長を務めた。 
天体力学の分野で研究し、惑星によるエンケ彗星の摂動を考慮した軌道の計算を行ったことで知られている。エンケ彗星の軌道の観測から水星及び金星の質量を見積もったほか、スピッツベルゲン島における日食観測及び子午線弧長の測量を実施するための遠征隊に参加した。

## 賞歴
- イギリス王立天文学会ゴールドメダル （1909年）
- ブルース・メダル （1914年）

## エポニム
- 月のクレーター
- 小惑星 (856) Backlunda [1]。